# Werner Steffens
Werner Steffens (* 9. März 1937 in Magdeburg; † 1. November 2018 in Braunschweig) war ein deutscher Kommunalpolitiker (SPD), Grund- und Hauptschullehrer sowie Rektor der Grundschule Echternstraße in Braunschweig. Von 1990 bis 2001 war Steffens ehrenamtlicher Oberbürgermeister der Stadt.

## Leben
Steffens verbrachte seine Schulzeit in Magdeburg, Wolfenbüttel und Braunschweig, wo er schließlich das Abitur bestand und an der Kant-Hochschule Pädagogik studierte und Herausgeber der Studentenzeitung OMNIBUS war.
Steffens trat 1962 der SPD im Unterbezirk Braunschweig bei und war seit demselben Jahr Mitglied bei der Gewerkschaft Erziehung und Wissenschaft. Ab dem Jahre 1963 unterrichtete er in Querum, später an der Volksschule in der Echternstraße (heute 5. und 6. Klassen des Martino-Katharineums), deren Rektor er später wurde. Im Jahre 1970 zog er in den Rat der Stadt Braunschweig ein und war von 1977 bis 1981 Vorsitzender der SPD-Ratsfraktion, zugleich von 1974 bis 1991 Vorsitzender des Planungsausschusses des Rates der Stadt Braunschweig, wo er sich dem Wohnungsbau widmete. Außerdem war er stellvertretender Aufsichtsratsvorsitzender der städtischen Niwobau.
1981 wurde er unter dem damaligen CDU-Oberbürgermeister Hartmut Scupin Erster Bürgermeister der Stadt Braunschweig und hatte diesen Posten bis 1986 inne. Im Anschluss war Steffens wieder Vorsitzender der SPD-Ratsfraktion, ehe er im September 1990 Oberbürgermeister der Stadt Braunschweig wurde, was er bis zum Jahre 2001 dann blieb.
Steffens war verheiratet mit einer Lehrerin.